# Dolichopeza (Oropeza) obscura
Dolichopeza (Oropeza) obscura is een tweevleugelige uit de familie langpootmuggen (Tipulidae). De soort komt voor in het Nearctisch gebied.